# Xylopia pulcherrima
Xylopia pulcherrima är en kirimojaväxtart som beskrevs av Noel Yvri Sandwith. Xylopia pulcherrima ingår i släktet Xylopia och familjen kirimojaväxter. Inga underarter finns listade i Catalogue of Life.